# Mariapanteles
Mariapanteles – rodzaj błonkówek z rodziny męczelkowatych. Gatunkiem typowym jest Mariapanteles felipei.

## Zasięg występowania
Kraina neotropikalna - notowany z Brazylii i Kostaryki.

## Biologia i ekologia
Żywiciele gatunków z tego rodzaju nie są znani.

## Gatunki
Do rodzaju zaliczane są 4 gatunki (najprawdopodobniej jest ich więcej, choć rodzaj raczej nie jest zbyt liczny):
- Mariapanteles dapkeyae Fernández-Triana, 2012
- Mariapanteles felipei Whitfield, 2012